# 토난 마에바시
토난 마에바시(tonan前橋, Tonan Maebashi)는 일본의 군마현 마에바시시를 연고로 하는 일본의 축구 클럽이다. 현재 간토 축구 리그의 2부 리그에 소속되어 있다.

## 선수 명단

### 현역
참고: FIFA 자격 규정에 따라 소속된 국가대표팀 국기를 표시합니다. 선수는 복수의 FIFA 비회원국 국적을 가지고 있을 수 있습니다.
| 번호 | 포지션 | 국적                   | 이름          |
| ---- | ------ | ---------------------- | ------------- |
| 5    | MF     |                        | 이누이 다이치 |
| 13   | FW     | 조선민주주의인민공화국 | 김성철        |

| 번호 | 포지션 | 국적 | 이름   |
| ---- | ------ | ---- | ------ |
| 22   | MF     |      | 박세준 |